# Producto cruzado
En matemáticas, el producto cruzado de dos fracciones es el resultado de multiplicar el numerador de la primera por el denominador de la segunda, o viceversa. 
Los métodos cruzados de dos fracciones equivalentes son iguales. Por ejemplo, sabemos que 2/4 y 4/8 son equivalentes porque 2x8=16 y 4x4=16 (16=16, por lo tanto 2/4=4/8).
- Datos: Q6087390